# Giorgos Grammatikakis
Giorgos Grammatikakis (griechisch Γιώργος Γραμματικάκης; * 21. Mai 1939 in Iraklio; † 25. Oktober 2023 ebenda) war ein griechischer Physiker und Politiker der Partei To Potami.

## Leben
Grammatikakis studierte Physik an der Nationalen und Kapodistrias-Universität Athen. Grammatikakis war 2014 bis 2019 Abgeordneter im Europäischen Parlament. Dort war er Mitglied im Ausschuss für Kultur und Bildung und in der Delegation im Ausschuss für parlamentarische Kooperation EU-Russland.